# هدایت‌الله جمالی‌پور
هدایت‌الله جمالی‌پور (زاده ۱ فروردین ۱۳۴۹ در بیرجند) سیاستمدار اصلاح‌طلب اهل ایران است، وی استاندار قزوین از سال ۱۳۹۸ تا سال ۱۴۰۰ در دولت دوازدهم بوده‌است.
وی سابقه معاون استانداری تهران‌، مشاور اقتصادی استانداری تهران و فرماندار شهرستان ری نیز دارد.

## سوابق کاری
سوابق کاری هدایت‌الله جمالی‌پور:
- استاندار قزوین از ۱۳۹۸ تا ۱۴۰۰ [۸][۹]
- معاون و مشاور کل استاندار تهران ۱۳۹۸
- فرماندار شهرری از ۱۳۹۲ تا ۱۳۹۸
- مشاور استاندار و معاونت سیاسی، امنیتی و اجتماعی استانداری خراسان جنوبی
- مشاور استاندار گلستان
- سرپرست دبیرخانه مبارزه با قاچاق کالا و ارز استان خراسان جنوبی
- نماینده استانداری خراسان جنوبی در کمیته امنیت داخلی شورای‌عالی امنیت ملی
- معاونت اجرایی و مدیر امور اداری مرکز تحقیقات سیاست علمی وزارت کشور
- دبیر اجرایی ستاد ملی برگزاری هفته پژوهش کشور
- رئیس انجمن تحقیق و توسعه صنایع و معادن[۱۰]